# Greta Beckius
Margareta Vilhelmina (Greta) Beckius, född 23 augusti 1886 i Stockholm, död 22 januari 1912 i Uppsala, var en svensk författare och jämställdhetskämpe. Hon var ett nav bland andra generationens studentskor i Uppsala. Hennes opublicerade roman om kvinnors sexualitet och själsliv föregriper 1970-talets bekännelselitteratur.

## Biografi

### Tidiga år och tidiga studier
Greta Beckius föddes i en grosshandlarfamilj i Stockholm. Barndomen tillbringade hon till stor del på Årsta holmar med föräldrarna och syskonen Adolf och Stina. Greta Beckius hade gott läshuvud och tog studentexamen 1905. På hösten samma år, just som hon förberedde sig för att flytta till Uppsala för studier, omkom hennes mor i en drunkningsolycka. Greta Beckius skrevs in vid Stockholms nation för att läsa teologi och litteraturhistoria. Hon tillhörde den andra generationen kvinnliga studenter vid Uppsala universitet. De utgjorde fortfarande en uppseendeväckande minoritet; även om de var fler än under Lydia Wahlströms, Klara Johansons och Hilma Borelius tid, var de fortfarande försvinnande få jämfört med den manliga majoriteten. Greta Beckius intensivt iakttagande, självreflekterande personlighet – och hennes intresse för tidens könsroller i förändring – speglas i hennes dagböcker, där hon under första terminen skrev:
”Tanken föres så osökt på dessa sorgliga förhållanden här uppe, under den dagliga åsynen af hundratals ynglingar, under trycket att vara kvinna bland 30, 40 manliga kamrater. Jag känner instinktivt, att jag gör alltid någon af dem ondt genom min blottade hals.”
På Stockholms nation mötte Greta Beckius de kamrater som skulle bli hennes vapendragare i seminariesalar, studentspex och under sammankomsterna i Uppsala kvinnliga studentförening: Lisa Rolf, Ellen Landquist och den ett år yngre Emilia Fogelklou. I den delvis bevarade korrespondensen kamraterna emellan, liksom i Greta Beckius dagböcker och Emilia Fogelklous självbiografiska Barhuvad, 1950, framträder en grupp unga kvinnor som njuter av sin nyvunna intellektuella frihet, som slukar och diskuterar modern litteratur, filosoferar över "den nya kvinnan" och förhållandet mellan könen, medvetna om att de lever i en brytningstid med alla möjligheter och svårigheter det innebar.

### Senare studier och relationer
Greta Beckius var fast besluten att bryta ny mark och att bli emottagen som en jämlike på dittills manliga arenor. Efter kandidatexamen 1909 påbörjade hon arbetet med en licentiatavhandling i litteraturhistoria. Hennes deltagande i licentiatseminariet kommenteras av Ellen Landquist i ett brev:
”Tänk på att du är den första däruppe, medveten, där gå de och veta ännu ingenting – ana icke, att en ung flicka gjuter kulor, som skola vina och skjuta bresch i deras stolta byggnad. Tänk på att du är en utsänd, med tusende tysta bakom dig.”
Den intellektuella arenan var emellertid inte den enda där Greta Beckius konfronterades med manliga privilegier. På kärlekens område blev hennes studietid turbulent, då hon vårterminen 1906 lärde känna Ellen Landquists bror John Landquist, då doktorand. De inledde ett förhållande, av allt att döma utan systerns och de andra kamraternas kännedom. För Greta Beckius började det med förälskelse som dock snart övergick i olust över hans krav på fysisk intimitet och att få bestämma villkoren för deras relation. Lika mycket obehag som hon kände inför hans erotiska närmanden, kände hon mot hans vana att besöka prostituerade, över vilka hon filosoferade: ”Äro de då inte människor, dessa kvinnor?”

### Opublicerad nyckelroman
Det manliga tolkningsföreträdet på erotiskt området blev huvudtemat för hennes opublicerade självbiografiska roman, Marit Grene. Relationen mellan Marit och en manlig studiekamrat, tydligt baserad på John Landquist, framträder som djupt förödande för den kvinnliga parten: hon gör våld på sig själv för att tillmötesgå hans krav på fysisk intimitet utan att få vare sig fysisk, emotionell eller intellektuell tillfredsställelse i gengäld. En ofta citerad sentens är ”Vi kvinnor hava sannerligen ett driftliv som går mellan himmel och jord och helvete. Och mannen har makten över det.” Detta vardagliga, nästan banala manliga maktutövande inom de privata relationerna kallar Greta Beckius för ”tysta själsmord”.
I verkligheten gjorde Greta Beckius allt för att bryta med Landquist. I dagboken beskriver hon hur småsint och självisk hon kände sig, men framhärdar i att hon hade gått under om hon stannat kvar i relationen. Hon blev glad när hennes far gick med på att hon skulle få resa till Berlin, men försöket att bryta sig loss misslyckades, då Landquist följde efter henne till staden. Hon beskriver deras återförening som ett ”återfall”, men efter detta skildes de åt. I november 1909 tvingades Greta Beckius att återvända till Stockholm, då hennes far drabbats av sjukdom, något hon i dagboken summerar med orden: ”Min Far sjuk, mina studier slut.” Licentiatavhandlingen skulle aldrig slutföras.
Tillbaka i Stockholm hade Greta Beckius en kort relation med en annan av studiekamraternas bröder, Lisa Rolfs bror Bruno Rolf. Även han återfinns i manuskriptet till Marit Grene, där han tilldelas en symbolisk roll som ”den nya människan”, vilken genom ett rituellt, detaljerat beskrivet och smärtsamt samlag skall förlösa Marit från hennes själsdöd i sviterna efter den tidigare relationen. Hans karaktär ges alltså en avsevärt mer positiv laddning, men i verkligheten for Greta Beckius illa även av denna förbindelse. Samvaron med Bruno Rolf utlöste en psykisk kollaps, efter vilken hon måste tillbringa en tid på ett vilohem i Dalarna, i sällskap med sin syster Stina. Efter vilohemsvistelsen var Greta Beckius fast besluten att slutföra arbetet med Marit Grene, vars titel litteraturvetaren Marta Ronne uppfattar som en anspelning på Gustaf af Geijerstams universitetsroman Erik Grane 1885. För att få arbetsro flyttade hon under sommaren 1911 ensam ut till Torsarvets fäbod, beväpnad med förnödenheter för hela vintern, och en pistol för säkerheten. Större delen av manuskriptet, ursprungligen runt 900 handskrivna ark, tycks ha tillkommit i fäboden. Romanen har av Birgitta Holm karaktäriserats som ”utkastet till en ny sexuell kultur” – lika mycket en uppgörelse med Greta Beckius negativa erotiska erfarenheter som hennes vision av hur en mer jämlik, fruktbar kärlek skulle kunna se ut.

### Sista tid
Hennes psykiska hälsa försämrades emellertid dramatiskt under tiden i ensamheten. I sin brevväxling med fadern höll Greta Beckius god min, men breven till Emilia Fogelklou var allvarligare, och gjorde studiekamraten så bekymrad att hon skickade vännen Ida von Hofsten att hämta hem henne från Torsarvet. Greta Beckius tillbringade nyåret i paret von Hofstens hem, men när Emilia Fogelklou senare besökte henne i Uppsala fann hon henne ”mera död än levande”. Åtta dagar efter sitt sista brev till fadern, den 22 januari 1912, tog Greta Beckius sitt liv med en pistolkula i tinningen. Hennes död gjorde ett djupt intryck på kamraterna. Ellen Landquist skulle komma att basera sin roman Suzanne, 1915, på Greta Beckius erfarenheter av kvinnlig erotisk utsatthet och besvikelse. Hon valde dock att låta protagonisten kasta sitt vapen och leva vidare.
Greta Beckius är begravd på Norra begravningsplatsen utanför Stockholm.

## Eftermäle
Manuskriptet till Greta Beckius egen roman lämnades till Emilia Fogelklou. Ingen annan än Greta Beckius själv tycks vid hennes död ha läst romanen. När Emilia Fogelklou väl gjorde det, 1913, blev hon djupt chockerad över innehållets erotiska frispråkighet, och karaktären av en nyckelroman med John Landquist – vid det laget gift med Elin Wägner – i rollen som tunt maskerad förförare/förövare. Emilia Fogelklou vände sig i sitt etiska dilemma till vännerna Ellen Key (Greta Beckius egen litterära förebild) och kritikern Klara Johanson. Bådas reaktioner var liknande Emilia Fogelklous, och alla tre ställde sig tvekande till möjligheten till publicering. Den ende som var verkligt positiv till en utgivning av Marit Grene var Bruno Rolf, kanske föga förvånande på grund av hur han framställdes i förhållande till John Landquist.
John Landquists egen reaktion blev en långvarig brevväxling med Emilia Fogelklou, där han under en period av fyrtio år, från 1915 till 1956, skrev långa försvarsbrev, i vilka han mer eller mindre oförsonligt motsatte sig varje tanke på publicering. Hans hållning kan sammanfattas med att Greta Beckius måste ha lidit av sinnessjukdom, att ”ingen normal kvinna går under av kyssar” samt att hon älskade honom, vad hon än själv påstod. Hans tolkningsföreträde av hennes känslor och handlingar kan sägas ha varit absolut. Ellen Key valde hans linje, medan Emilia Fogelklou förblev ambivalent.
Det blev emellertid Greta Beckius yngre syster Stina, som på Bruno Rolfs initiativ börjat renskriva manuskriptet år 1915, som kom att fatta det slutgiltiga avgörandet. Renskrivningsarbetet drog ut på tiden, mycket på grund av Stina Beckius oro över vad en utgivning kunde innebära för systerns och familjens rykte. Många avrådde henne bestämt. Först 1952 var arbetet klart, men vid det laget var Stina Beckius besluten att ingen utgivning skulle ske. På 1960-talet förstörde hon med egna händer såväl originalet som sina renskrifter, utom runt 200 sidor, som är allt som finns bevarat idag. Motivet var av allt att döma en kombination av motvilja mot att hennes systers tankar och känslor skulle nagelfaras av utomstående, och ängslan över hur människor i allmänhet, och ”J. L-t” i synnerhet, skulle döma Greta Beckius.
Greta Beckius betydelse som sexualpolitisk och litterär föregångsgestalt framträder i såväl de efterlämnade fragmenten som i det inflytande hennes livsöde hade på generationskamraterna och deras verk.